# Maher Arar
Pour les articles homonymes, voir Arar (homonymie).
Maher Arar est un ingénieur canadien né en Syrie en 1970. Il est marié avec la femme politique Monia Mazigh et a deux enfants.
Il se fait connaître au Canada par son expulsion et son emprisonnement en Syrie entre septembre 2002 et 2003, une affaire qui mène à la commission d'enquête qui porte son nom.

## Les faits
Le 26 septembre 2002 à l'aéroport de New York, alors qu'il revenait au Canada après des vacances en Tunisie, les autorités américaines l'arrêtent et l'expulsent par la suite en Syrie, malgré sa citoyenneté canadienne selon la procédure dite d'extraordinary rendition. Cette expulsion suscite des interrogations puisque Maher Arar voyageait avec un passeport canadien et que le gouvernement canadien aurait sciemment ignoré ce geste. De plus, la Syrie est reconnue comme un pays pratiquant la torture.
Arar a été emprisonné en Syrie sans accusation pendant plus d'une année. Il a affirmé avoir été torturé à plusieurs reprises pendant son incarcération, et forcé de signer de faux aveux. Il a été libéré le 5 octobre 2003, après que le gouvernement syrien a admis qu'il n'avait aucune preuve contre lui.
Les évènements entourant la déportation de Maher Arar ont fait l'objet d'une commission d'enquête au Canada qui a publié son rapport le 18 septembre 2006. Le gouvernement canadien a reconnu ses torts et a offert 10,5 millions de dollars de dédommagement à Arar en janvier 2007.
Le 2 novembre 2009, une action intentée contre des membres du gouvernement de l'époque – dont John Ashcroft – par Arar devant la U.S. Court of Appeals for the Second Circuit à New York a été rejetée en raison de l'invocation, par l'administration, du privilège de secret d'État .

## Annexe